# 1940年德国元帅晋升仪式

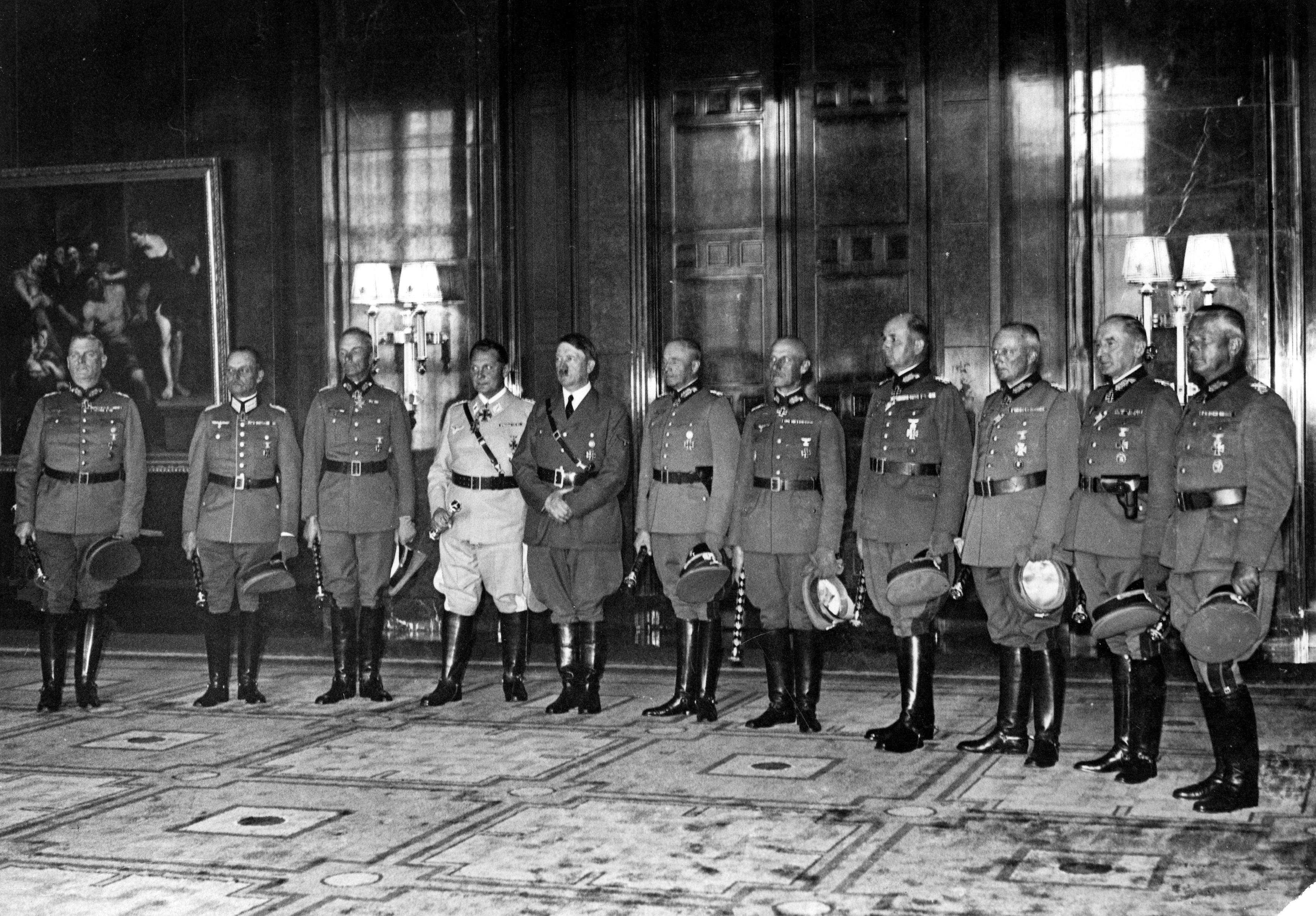
阿道夫·希特勒在总理府授予元帅节杖仪式上与新晋陆军元帅的合影，白色着装者为戈林。

1940年元帅晋升仪式指1940年7月19日在柏林克罗尔歌剧院所举行的晋升仪式，德国元首阿道夫·希特勒在晋升仪式上将12名将军晋升为元帅。这是第二次世界大战中，希特勒首次因军事成就而任命元帅的仪式。

## 历史背景
一战后，德国的元帅军衔被废除。但其后在德国再武装计划中得到恢复。
在柏林举行的晋升仪式上阿道夫·希特勒将12名选定的将军晋升为元帅，以表彰他们在法国战役中迅速击败法国取胜的战功，并借此提高士气。晋升仪式强调国防军的力量和威望。此前法国被认为拥有欧洲最强大的军队，但却在短短六个星期内被击败。此次晋升仪式也是希特勒首次因军功而任命元帅，其庆祝活动也与其他晋升仪式不同。戈林1938年就已成为元帅，因此此次他被授予帝国元帅之军衔。

## 元帅
一战后，元帅军衔在魏玛共和国被禁。希特勒和纳粹党在1933年1月取得政权后，开始重武装化。1936年，德国恢复元帅军衔，而这是德国最高和最有声望的军衔，最初仅授予战争部长与陆军总司令。区分德国元帅的是根华丽的元帅仗。而成为元帅实际的好处包括终身年薪36,000帝国马克（元帅永远不会退休，永远服役）与所有收入都免征所得税。

## 被授予元帅者

1940年元帅的肩带军衔徽章

- 瓦尔特·冯·布劳希奇，[4] 陆军总司令；
- 费多尔·冯·博克,[5] B集团军群指挥官；
- 阿尔贝特·凯塞林，[6] 第2航空队指挥官；
- 威廉·凱特爾 ，[7] 国防军最高统帅部总长；
- 君特·馮·克魯格，[8] 第4集团军指挥官；
- 威廉·馮·里布，[9] C集团军群指挥官；
- 威廉·利斯特，[10] 第12集团军指挥官；
- 埃哈德·米尔希,[11] 德国空军总监；
- 瓦尔特·冯·赖歇瑙，[12] 第6集团军指挥官；
- 格尔德·冯·伦德施泰特，[13] A集团军群总司令；
- 胡戈·施佩勒,[14] 第3航空队指挥官；
- 埃爾溫·馮·維茨萊本，第1集团军指挥官。[15]